# Foto (fotóművészeti folyóirat)
A Foto a Photo Club hivatalos lapja, 1936 és 1937 között jelent meg havonta. A magyar amatőr fotósok lapja. Felelős szerkesztő Wanaus József, felelős kiadó Habekost Jenő, a főszerkesztő I. évfolyam 9. számától Kósa József volt. A szerkesztőség és kiadóhivatal Budapest, IV. kerület, Ferenc József rakpart 4. szám alatt működött (mai Belgrád rakpart).
Elméleti és gyakorlati tanulmányok és kisebb cikkek közlése mellett a fotográfus irodalom ismertetése és a belföldi és külföldi események tudósítása is helyet kapott a lapban. Reklámtörténeti szempontból is értékes anyagokat tartalmaz.
Céljuk: "Előrevinni kívánja a magyar amatőrfényképezés ügyét. Annak a magyar amatőrfényképezésnek az ügyét, amely ma jóllehet csak egy-két évtizedes múltra tekinthet vissza, mégis már tényezőnek számít a világviszonylatban is. Sikereivel nemcsak itthon, de a külföldön szintén, — már nevet, tekintélyt, elismerést vívott ki magának."